# Hugo Almeida
Hugo Miguel Pereira de Almeida (n. 23 mai 1984) este un jucător de fotbal portughez, care joacă pentru Hajduk Split și pentru Echipa națională de fotbal a Portugaliei.

## Statistica la club
| Club                           | Campionat        | Sezon            | Campionat | Campionat | Cupa | Cupa   | Europa | Europa | Total | Total  |
| Club                           | Campionat        | Sezon            | Apar      | Goluri    | Apar | Goluri | Apar   | Goluri | Apar  | Goluri |
| ------------------------------ | ---------------- | ---------------- | --------- | --------- | ---- | ------ | ------ | ------ | ----- | ------ |
| Porto                          | Liga Portugheză  | 2005–06          | 27        | 3         | 1    | 0      | 6      | 1      | 34    | 4      |
| Porto                          | Liga Portugheză  | Total            | 27        | 3         | 1    | 0      | 6      | 1      | 34    | 4      |
| Werder Bremen                  | Bundesliga       | 2006–07          | 28        | 5         | 1    | 0      | 12     | 4      | 41    | 9      |
| Werder Bremen                  | Bundesliga       | 2007–08          | 23        | 11        | 2    | 1      | 11     | 4      | 36    | 16     |
| Werder Bremen                  | Bundesliga       | 2008–09          | 27        | 9         | 5    | 4      | 11     | 3      | 43    | 16     |
| Werder Bremen                  | Bundesliga       | 2009–10          | 25        | 7         | 3    | 1      | 6      | 3      | 34    | 11     |
| Werder Bremen                  | Bundesliga       | Total            | 103       | 32        | 11   | 6      | 40     | 14     | 144   | 52     |
| Totalul carierei               | Totalul carierei | Totalul carierei | 130       | 35        | 12   | 6      | 46     | 15     | 188   | 56     |
| Ultima actualizare: 3 mai 2010 |                  |                  |           |           |      |        |        |        |       |        |